# 洛根縣 (伊利諾伊州)
洛根縣（英語：Logan County）是美国伊利諾伊州中部的一個縣，面積1,603平方公里。根據2020年美國人口普查，共有人口27,987人。縣治林肯（Lincoln）。該縣成立於1839年2月15日，縣名紀念代表該州的聯邦參議員、1884年美國總統選舉共和黨的副總統候選人約翰·A·洛根（John Alexander Logan）的父親、伊利诺伊州议会議員約翰·洛根。